# René Koval
René Koval, né René Kovalsky puis, après sa légitimation survenue vers l'âge de 25 ans, René Renouard Larivière, est un chanteur et comédien français, né le 26 mai 1885 dans le 16e arrondissement de Paris où il est mort le 17 août 1936.

## Biographie
René Koval est le fils d'Henry Renouard Larivière, industriel, propriétaire de l'Eau de mélisse des Carmes Boyer, et d'Hélène Kovalsky.
Il débute vers 1910 dans les cafés-concert parisiens. Il se fait connaître pendant la guerre de 14-18 en participant à des revues, notamment celles de Rip.
René Koval devient une vedette de la scène musicale parisienne à partir des années 1920–1930. Sa notoriété prend son essor avec l'opérette Pas sur la bouche en 1926, puis comme interprète avec Pauline Carton du célèbre Sous les palétuviers (1934), de l'opérette Toi, c'est moi.
En 1930, il partagea la scène avec Eugène et Jean Gabin dans l'opérette Arsène Lupin banquier. Il tourna ensuite plusieurs films basés sur des pièces musicales, ou vice-versa, notamment avec Henri Garat, Meg Lemonnier, Julien Carette et Fernand Gravey.
Il a été marié à l'actrice et chanteuse Gaby Benda, (Gabrielle Saugon, 1888-1976).
Il est fait chevalier de la Légion d'honneur en 1935.
Il est inhumé au cimetière du Père-Lachaise (89e division).

## Filmographie
- 1910 : Le Gendre ingénieux de Henri Desfontaines (court métrage)
- 1911 : La Femme-cochère de Henri Desfontaines (court métrage)
- 1918 : Le Traitement du hoquet de Raymond Bernard (court métrage)
- 1921 : Les Trois Masques d'Henry Krauss
- 1921 : Asmodée à Paris de Pierre Chaudy (court métrage)
- 1923 : La Porteuse de pain de René Le Somptier (film en 4 épisodes)
- 1923 : Cœur léger de Robert Saidreau
- 1926 : Nana de Jean Renoir : Fontan
- 1931 : La Danse nouvelle de Louis Mercanton (court métrage)
- 1931 : Ohé! Ohé! de Louis Mercanton (court métrage)
- 1931 : Blanc comme neige de Jean Choux, Camille Lemoine et Francisco Elías : Le pasteur
- 1932 : Passionnément de René Guissart et Louis Mercanton : Monsieur Stevenson
- 1933 : La Pouponnière de Jean Boyer : Max Brown

## Théâtre
- 1920 : Le Roi de Robert de Flers et Gaston Arman de Caillavet, théâtre des Variétés
- 1922 : La Belle Angevine de Maurice Donnay et André Rivoire, Théâtre des Variétés
- 1923 : Ciboulette de Robert de Flers et Francis de Croisset, musique Reynaldo Hahn, Théâtre des Variétés
- 1923 : Un jour de folie d'André Birabeau, Théâtre des Variétés
- 1925 : Pas sur la bouche d'André Barde, Maurice Yvain
- 1925 : J'adore ça, comédie musicale en 3 actes d'Albert Willemetz et Saint-Granier, musique Henri Christiné, Théâtre Daunou
- 1925 : Riri d'Yves Mirande, Albert Willemetz, Charles Borel-Clerc
- 1925 : Le Prince charmant de Tristan Bernard, Théâtre Michel
- 1926 : Passionnément opérette en 3 actes de Maurice Hennequin et Albert Willemetz, musique André Messager, Théâtre de la Michodière
- 1926 : J'aime ! d'Albert Willemetz, Saint-Granier, Henri Christiné
- 1927 : Mercenary Mary
- 1928 : Une nuit au Louvre de Henri Duvernois, René Dorin et Louis Urgel
- 1928 : Déshabillez-vous !  d'André Barde et René Mercier
- 1929 : Flossie de Marcel Gerbidon, Charles-Louis Pothier, Albert Willemetz, Joseph Szulc
- 1930 : Arsène Lupin banquier, opérette, livret Yves Mirande, couplets Albert Willemetz, compositeur Marcel Lattes d'après Maurice Leblanc, Théâtre des Bouffes-Parisiens
- 1930 : Les Aventures du roi Pausole d'Albert Willemetz et Arthur Honegger
- 1932 : La Pouponnière
- 1932 : Azor, opérette de Raoul Praxy[9] et Max Eddy[10], musique de Gaston Gabaroche
- 1932 : Un soir de réveillon
- 1933 : Ô mon bel inconnu, comédie musicale en 3 actes, livret de Sacha Guitry, musique de Reynaldo Hahn
- 1934 : Le Bonheur Mesdames opérette de Francis de Croisset et Albert Willemetz, musique Henri Christiné, Théâtre des Bouffes-Parisiens
- 1934 : Toi, c'est moi
- 1935 : Pour ton bonheur
- 1935 : Trente et quarante
- 1936 : Simone est comme ça